# ケニー・アンダーソン
ケニー・アンダーソン（Kenneth (Kenny) "Mr. Chibbs" Anderson、1970年10月9日 - ）は、アメリカ合衆国のバスケットボール選手。ポジションはポイントガード。ニューヨーク州クイーンズ区出身。身長183センチ、体重76キロ。フィールドゴール成功率は高くないが、中に切れ込むスピードは群抜きで、相手に阻止されないスピードを持っていた。

## キャリア
高校時代に全米のベストプレイヤーに輝いている。ジョージア工科大学出身、マーク・プライスは大学の先輩にあたる。1990年バスケットボール世界選手権で米国代表でプレーし銅メダルを獲得した。1991年のNBAドラフト2位でニュージャージー・ネッツに指名され、デリック・コールマンとのコンビで注目される。二人のコンビはカール・マローンとジョン・ストックトンに例えられた。1994年にオールスターゲームに出場。期待されたが、二人のコンビは長くは続かなかった。その後は移籍を繰り返すことになる。
- 1996年にシャーロット・ホーネッツに移籍
- ポートランド・トレイルブレイザーズ（1996-1998）
- ボストン・セルティックス（1998-2002）
- インディアナ・ペイサーズ(2003 – 2004)
- アトランタ・ホークス(2004 – 2005)
- ロサンゼルス・クリッパーズ（2005）